# Eva Nassif
Pour les articles homonymes, voir Nassif.
Eva Nassif est une infirmière, terminologue, traductrice agréée et femme politique canadienne d'origine libanaise.
Elle est députée fédérale libérale de la circonscription de Vimy à la Chambre des communes du Canada, durant un mandat de quatre ans du 19 octobre 2015 au 21 octobre 2019.

## Biographie
Eva Nassif est originaire de Ain-El-Delb (district de Sidon), à l'est de Saïda au Liban. Elle obtient un diplôme en sciences infirmières dans son pays natal en 1986. Le Liban est alors en pleine guerre civile, et son père ainsi que son frère en sont victimes. Elle travaille à l'hôpital de l'Université américaine de Beyrouth et voit de près les ravages de la guerre. Après sept ans de pratique, elle émigre au Canada en 1993 et reprend ses études. Elle obtient un baccalauréat en traduction de l'Université Concordia en 2005, puis une maîtrise en traductologie du même établissement en 2009,. Elle est traductrice agréée, membre de l'Ordre des traducteurs, terminologues et interprètes du Québec (OTTIAQ).

### Carrière politique
Eva Nassif est candidate pour la première fois aux élections fédérales de 2008 dans la circonscription de Terrebonne—Blainville. Elle arrive deuxième avec 16,5 % des voix. Aux élections générales suivantes, en 2011, elle est de nouveau candidate, cette fois dans Laval, et termine troisième avec 18,5 % des voix.
Elle annonce en mai 2015 qu'elle est candidate pour l'investiture libérale en vue des prochaines élections dans la nouvelle circonscription de Vimy, dont les limites sont proches de celles de Laval. Le 27 août, elle est élue candidate officielle libérale. Le 19 octobre, elle remporte l'élection avec 46,2 % des voix (25 082) et devient la première députée de Vimy. 
Elle est membre des comités parlementaires suivants : comité permanent de l'agriculture et de l'agroalimentaire (septembre 2017 à septembre 2019), comité permanent de la condition féminine (janvier 2016 à septembre 2019), comité mixte permanent de la Bibliothèque du Parlement (janvier 2016 à septembre 2017) et comité spécial sur l’équité salariale (février à juin 2016).
Au début de 2019, Eva Nassif fait partie des fondatrices de l'Association canadienne des parlementaires féministes.

### Candidature rejetée en 2019
Alors qu'elle se prépare à faire campagne pour les élections de 2019, Eva Nassif voit sa candidature rejetée par les hautes instances du Parti libéral,. Le parti reste muet sur les raisons de ce rejet, mais la candidate estime le 25 septembre qu'elle est sanctionnée pour ne pas avoir publiquement supporté Justin Trudeau au moment de la controverse entourant les démissions de Jody Wilson-Raybould et Jane Philpott dans le cadre de l'affaire SNC-Lavalin, spécifiquement pour n'avoir pas dit sur les réseaux sociaux qu'il était « un grand féministe »,. Le président de son association de circonscription, Giuseppe Margiotta, reste solidaire d'Eva Nassif et refuse de transférer les fonds de campagne à la nouvelle candidate Annie Koutrakis, et il faut attendre le 29 septembre pour que le parti le démette de ses fonctions ainsi que d'autres membres de l'exécutif local. La nouvelle candidate peut ainsi récupérer les quelque 75 000 $ accumulés pour la campagne d'Eva Nassif.

## Vie privée
Elle est mariée à Georges Abi-Saad, ingénieur, ancien administrateur et militant libéral. Ils ont des triplés : Charbel, Maroun et Josée. Elle réside à Laval depuis 1994.

## Publications
- Eva Nassif, Terminologie de la langue de la protéomique. (Thèse de maîtrise), Montréal, Université Concordia, 2009, 101 p. (ISBN 978-0-494-63139-3, présentation en ligne)